# جیمز رندی
جیمز رندی (به انگلیسی: James Randi)(متولد ۷ اوت ۱۹۲۸ – درگذشته ۲۰ اکتبر ۲۰۲۰) یک شعبده‌باز صحنه نمایش کانادایی آمریکایی و یک شک‌گرای علمی بود. وی به سبب به چالش کشیدن ادعاهای ماوراطبیعه و شبه‌علم شهرت یافته‌ است.
جیمز رندی یک شعبده باز و یک دانشمند شکاک آمریکایی-کانادایی بود که بیش از هر چیز به خاطر به چالش کشیدن ادعاهای فراواقعی و شبه علمی شهرت یافته. رندی پایه گذارِ بنیاد آموزشی فرهنگی جیمز رندی است. رندی فعالیت‌اش را به عنوان یک شعبده‌باز تحت نام «رندی حیرت‌انگیز» آغاز کرد، اما بعد از کناره‌گیری در سن ۶۰ سالگی، او شروع به بررسی ادعاهای فراواقعی، اسرارآمیز و فراطبیعی کرد، که او مجموعاً آن‌ها را «ووو-ووو» می‌نامد
گرچه اغلب از او به عنوان یک «روشنگر» نام بردند، رندی مدعی است این عنوان دارای سوگیری است، و در عوض تمایل دارد خود را یک «محقق» توصیف کند. او دربارهٔ رویدادهای فراواقعی، شکاکیت و تاریخ جادو مطلب نوشته‌است. او مکرراً به عنوان میهمان در برنامهٔ «نمایش امشب» با حضور جانی کارسون شرکت کرد و گه گاه در برنامهٔ تلویزیونی «پن و تلر: مزخرف!» حاضر می‌شد. اسپانسرهای بنیادِ فرهنگی جیمز رندی، چالشی یک میلیون دلاری ارائه کرده‌اند. داوطلبان واجد شرایطی که بتوانند، تحت شرایط پذیرفته شده برای دو طرف، شواهدی برای قدرت‌های فراواقعی یا اسرارآمیز اراده دهند، یک میلیون دلار آمریکا برنده می‌شوند.

## شغل
رندی به عنوان یک شعبده‌باز حرفه‌ای، یا آن‌طور که خود می‌پسندید خطابش کنند «یک تردست» روی صحنه حاضر می‌شد. در سال ۱۹۴۶ به عنوان اسکیپولوزیست کار خود را با نام اصلی‌اش رندال زویینگ آغاز کرد، و بعدها آن را به «رندی حیرت انگیز» تغییر داد. رندی در ابتدای فعالیت‌اش در شمار زیادی تردستی مشارکت داشت که شامل فرار از سلول و گاوصندوق بود. در ۷ فوریهٔ ۱۹۷۶ او در برنامهٔ تلویزیونیِ «نمایش امروز» اجرای زنده داشت. در این اجرا او به مدت ۱۰۴ دقیقه در تابوت فلزیِ مهر و موم شده‌ای در استخر شنای هتلی غوطه‌ور بود؛ و به این ترتیب، رکورد ۹۳ دقیقه‌ای که گفته می‌شد متعلق به هودینی است، شکسته شد.
او مجری برنامهٔ رادیویی «نمایش رندی حیرت انگیز» بود که در اواسط دهه ۶۰ از ایستگاه رادیویی دبلیو او آر نیویورک پخش می‌شد. رندی این برنامهٔ رادیویی را پس از پیوستن لانگ جان نِبِل به دبلیو ان بی سی در ۱۹۶۲ با محتوای مشابه و در همان زمان قبلی روی آنتن برد. اغلب میهمانان این برنامه از طرفداران امور ماورایی بودند، از جمله جیمز موزلی دوست آیندهٔ رندی. در مقابل، رندی در چهارمین کنگرهٔ موزلی در ۱۹۶۷ با شرکت دانشمندانی که بر روی اشیاء ناشناس فضایی تحقیق می‌کنند چنین عنوان کرد: «بیائیم خودمان را گول‌نزنیم، در همهٔ این‌ها عده‌ای دغل‌باز و دروغ‌گو دست دارند اما بین این همه چرند و پرندی که به مطالعهٔ اشیاء فضایی نسبت داده شد، فکر می‌کنم به اندازهٔ سر سوزنی حقیقت وجود دارد.»
حین تور کوپر (۱۹۷۳–۷۴)، رندی به عنوان یک دندان پزشک و جلاد در صحنه نمایش نقش ایفا می‌کرد. و صحنه‌های متعددی را طراحی کرد و ساخت. از جمله ماشین گردن زنی.\ مدت کوتاهی پس از آن، در فوریهٔ ۱۹۷۵، رندی از یک ژاکت مخصوص دیوانگان، در حالی در بالای آبشار نیاگارا در زمستان معلق بود خود را آزاد کرد. این رویداد از طریق برنامهٔ تلویزیونی «جهان نوابغ» پخش می‌شد.
رندی یک‌بار متهم به این شد که برای انجام کارهایی نظیر قاشق خم کردن، از قدرتی روانی استفاده می‌کند. جیمز آلکوک این رویداد را چنین نقل می‌کند که در جلسه‌ای که رندی در حال باطل کردن ادعاهای یوری گلر بود، یک پروفسور از دانشگاه بوفالو فریاد زد که رندی یک حقه‌باز است. رندی جواب داد: «البته، همین‌طور است، من یک حقه‌باز و فریب‌کار هستم. این کاری است که خرج زندگی‌ام رو ازش در میارم.». پروفسور جواب داد: منظور من این نیست، تو یک حقه‌باز هستی چون تظاهر می‌کنی که این کارها را از طریق شعبده‌بازی انجام می‌دهی، اما واقعیت این است که تو از نیروی روانی خود استفاده می‌کنی و با عدم پذیرش آن ما راه گمراه می‌کنی.» نویسندهٔ مشهور «آرتور کانون دویل» که به روح گرایی باور دارد چند سال پیش‌تر همین اتهام را به شعبده‌باز دیگری به نام هاری هودینی وارد کرده بود. رویداد مشابهی در مورد سناتور کلیبورن پل پیش آمد. پل به پدیده‌های روحی-روانی باور داشت، و قبول نداشت که کارهای رندی حقه است و می‌گفت: «فکر می‌کنم رندی فردی با قدرت روحی است و خودش از این موضوع خبر ندارد.»
جیمز رندی بنیان‌گذار بنیاد آموزشی جیمز رندی JREF، به منظور ترویج اندیشه انتقادی و بررسی صحت ادعاهای ماوراء طبیعه با روش علمی است.
او شغل شعبده‌بازی را با نام رندی شگفت‌انگیز آغاز کرد، ولی پس از بازنشستگی در ۶۰ سالگی، به چالش کشیدن فراهنجار، ادعاهای فراطبیعی و غیبی که آن‌ها را «جادوجمبل» می‌خواند روی آورد.
او اغلب به عنوان دست‌روکن "debunker" شناخته می‌شود، ولی با رد این لقب، ترجیح می‌دهد یک تحقیق‌گر "investigator" خوانده شود. وی دربارهٔ فراهنجار، شک‌گرایی و تاریخ شعبده‌بازی نوشته‌است. او از اهداکنندگان جایزه یک میلیون دلاری برای اثبات ماوراطبیعه است، که چالشی است که در صورت اثبات ادعای قدرت ماوراطبیعه و فراهنجار متقاضی در شرایط کنترل‌شده علمی مبلغ ۱۰۰۰۰۰۰ دلار آمریکا به او پاداش داده خواهد شد.